# أبيون
أبيون بلستونيكس ((باليونانية: Ἀπίων Πλειστονίκου)‏؛ 30-20 قبل الميلاد - حوالي 45-48 بعد الميلاد)،  ويُطلق عليه أيضًا لقب المجتهد (باليونانية: μόχθος)‏ "موخثوس"، كان نحوي مصري يوناني وسفسطائي ومعلق على هوميروس. ولد في واحة سيوة وعاش في النصف الأول من القرن الأول الميلادي. يُكتب اسمه أحيانًا بالخطأ باللاتينية "Appion"، وبعض المصادر كـ سودا تلقبه ابن بلستونيكس Pleistoneices، لكن الأصح أن بلستونيكس Pleistoneices كان لقبه، وأنه كان ابن بوسيدونيوس Poseidonius.

## حياته
تعلم في الإسكندرية على يد أبولونيوس السفسطائي [الإنجليزية] وديديموس النحوي [الإنجليزية]، الذي حببه بقصائد هوميروس. عاش في روما ودرَّسَ البلاغة خلفًا لـ ثيون [الإنجليزية] حتى عهد كلوديوس.
يعُرِفَ عنه معرفته الغزيرة و مهاراته الخطابية، والغرور. فكان يقول أن كل من ذكره في أعماله سوف يُخلَّد، وأنه يضاهي أعظم فلاسفة اليونان القديمة، وأن للإسكندرية أن تفخر لأنه من مواطنيها. ورغم هذا لم يبق من أعماله شيء.
أطلق عليه تيبيريوس لقب cymbalum mundi "صنج العالم"، لثرثرته وتباهيه. وُصِفَ بأنه أنشط النحاة. وفقًا لـ سودا، كان لقبه موخثوس (μόχθος) "المجتهد"، لوصف اجتهاده في عمله ودراساته.
في زمن كاليجولا، سافر أبيون لليونان، واستقبل بحفاوة وكُرِّمَ باعتباره مترجم هوميروس. وفي نفس الفترة تقريباً، أي في عام 38 م، شكا الاسكندريون اليهود المقيمين في مدينتهم، وسعوا لتقليص حقوقهم وامتيازاتهم. فأرسلوا أبيون سفيرا بمطالبهم إلى كاليجولا، لمهارته الخطابية وكرهه الشديد لليهود. أرسل اليهود فيلو سفيرا لهم. يبدو أن أبيون قد سعى أيضًا لإثارة غضب الإمبراطور ضد اليهود بتذكيره برفضهم إقامة تماثيل له والقسم باسمه. غير أن نتائج هذه السفارة، وحياة أبيون بعدها، غير معروف لنا؛ ولكن وفقًا ليوسفيوس،  فقد مات بسبب مرض أصيب به نتيجة لسلوكه.

## مؤلفاته
كتب أبيون العديد من المؤلفات، ولكن لم يصل إلينا أي منها. القصة الشهيرة أندروكلس والأسد [الإنجليزية]، المذكورة في أعمال أولوس جيليوس ،  هي من كتابه: Aegyptiaca/ Αἰγυπτιακά ("عجائب مصر"). وقد تم طباعة الأجزاء الباقية من أعماله في Etymologicum Gudianum ، تحرير ستورتز Sturz عام 1818.
- عن هوميروس، يُقال إنه لم يقدم أفضل مراجعة للقصائد فحسب، بل فسر أيضًا عباراته وكلماته في شكل قاموس (Λέξεις Ὁμηρικαί)، وتحقيقات تتعلق بحياة الشاعر ووطنه الأصلي. من المفترض أن أفضل جزء من كتابه Λέξεις Ὁμηρικαί مضمن في قاموس هوميروس لـ أبولونيوس السفسطائي [الإنجليزية].[15] غالبًا ما يشير يوستاثيوس السالونيكي [الإنجليزية] وغيره من النحاة إلى مؤلفات أبيون عن هوميروس.
- عمل عن مصر (Αἰγυπτιακά) من خمسة كتب، وحظى بتقدير كبير في العصور القديمة، لاحتوائه وصف لروائع مصر. كما حوى أيضًا العديد من النقد لليهود.[16][10][17]
- عمل في مدح الإسكندر الأكبر.[18]
- تاريخ دول منفصلة. (Ἱστορία κατὰ ἔθνος، Suda sv Ἀπίων.)
- عن الشرِه أبيسيوس.[19]
- عن لغة الرومان (Περὶ τῆς ‛Ρωμαίων διακτκτου).[19]
- De metallica disciplina.[20]
- أندروكلس والأسد والدولفين بقرب ديكايرشيا (بوتسوولي).

## مقتطفات
في سودا نجد إشارات إلى أبيون باعتباره كاتبًا للمقتطفات التالية (s. vv. Ἀγύρτης, σπιλάδες, σφάραγον, and τρίγληνα)، لكن لا يعرف تحديدا أهو أبيون النحوي أم شخص آخر.

## ملحوظات
1. ↑  "Apion". Реальный словарь классических древностей по Любкеру, 1885 (بالروسية): 112. 1885. QID:Q45276125.
2. ↑  Adler, et al. (Eds.) Jewish Encyclopedia (1906), retrieved from JewishEncyclopedia.com, "Apion."
3. ↑  David Dawson, Allegorical Readers and Cultural Revision in Ancient Alexandria By David Dawson, (University of California Press, 1992), 117.
4. ↑  أولوس جيليوس, 'Attic Nights' Book V, XIV(1)
5. ↑  Senec. Epist. 88
6. ↑  Euseb. Praep. Evang. 10.10
7. ↑  سودا (موسوعة), s. v. Ἀπίων
8. ↑  يوسيفوس فلافيوس, Against Apion 2.3, &c.
9. ↑  Hazel, John Who's who in the Roman World books.google.com. Accessed 2009-4-10. نسخة محفوظة 2024-05-24 على موقع واي باك مشين.
10. 1 2  Gel. 5.14
11. ↑  بلينيوس الأكبر, Natural History Praef. and 30.6
12. ↑  يوسيفوس فلافيوس, Against Apion 2.12
13. ↑  يوسيفوس فلافيوس, Against Apion 2.14
14. ↑  Aulus Gellius. Attic Nights V.xiv
15. ↑  Villoison, Proleg. ad Apollon. p. ix. &c.
16. ↑  Euseb. Praep. Evang. 10.10
17. ↑  بلينيوس الأكبر, Natural History 37.19
18. ↑  Gel. 6.8
19. 1 2  Athen. 7.294, xv. p. 680
20. ↑  Plin. Elench. lib. xxxv

### روابط خارجية
- الموسوعة اليهودية عن أبيون
- يوسيفوس ضد أبيون بقلم الدكتور هنري أبرامسون